# ألبرتو كاباييرو
ألبرتو كاباييرو (بالإسبانية: Alberto Caballero)‏ هو كاتب سيناريو وكاتب ومنتج أفلام ومخرج إسباني، ولد في 21 أغسطس 1974 في مدريد في إسبانيا.

## وصلات خارجية
- ألبرتو كاباييرو على موقع IMDb (الإنجليزية)
- ألبرتو كاباييرو على موقع ألو سيني (الفرنسية)
- ألبرتو كاباييرو على موقع قاعدة بيانات الفيلم (الإنجليزية)
- ألبرتو كاباييرو على موقع كينوبويسك (الروسية)